# Liste de missiles
Cet article contient une liste de missiles classés par ordre alphabétique :

## Par nom
- Haut – A
- B
- C
- D
- E
- F
- G
- H
- I
- J
- K
- L
- M
- N
- O
- P
- Q
- R
- S
- T
- U
- V
- W
- X
- Y
- Z

### A
- A4 (désignation américaine du V-2 allemand)
- AA-1 Alkali (désignation OTAN du Kaliningrad K-5)
- AA-2 Atoll (désignation OTAN du Vympel K-13)
- AA-3 Anab (désignation OTAN du Kaliningrad K-8)
- AA-4 Awl (désignation OTAN du Raduga K-9 (en))
- AA-5 Ash (désignation OTAN du Raduga K-80 (en))
- AA-6 Acrid (désignation OTAN du Kaliningrad K-40)
- AA-7 Apex (désignation OTAN du Vympel R-23)
- AA-8 Aphid (désignation OTAN du R-60)
- AA-9 Amos (désignation OTAN du Vympel R-33)
- AA-10 Alamo (désignation OTAN du Vympel R-27)
- AA-11 Archer (désignation OTAN du Vympel R-73)
- AA-12 Adder (désignation OTAN du Vympel R-77)
- AA-13 ou AA-X-13 arrow (désignation OTAN du Vympel R-37)
- AA-20 (missile air-air français)
- AAD (missile anti-missile indien)
- AAM-3 (missile air-air japonais Type 90)
- AAM-4 (en) (missile air-air japonais Type 99)
- AAM-5 (en) (missile air-air japonais Type 04)
- Abdali-I (en) (missile balistique courte portée pakistanais)
- ABM-1 Galosh (en) (désignation OTAN du missile anti-missile Vympel A-350)
- ADM-20 Quail
- ADM-141 TALD (en)
- ADM-144
- ADM-160 MALD (en)
- AGM-12 Bullpup
- AGM-22
- AGM-28 Hound Dog
- AGM-45 Shrike
- AGM-48 Skybolt
- AGM-53 Condor
- AGM-62 Walleye
- AGM-63 (en)
- AGM-64 Hornet (en)
- AGM-65 Maverick
- AGM-69 SRAM
- AGM-76 Falcon (en)
- AGM-78 Standard ARM (missile anti-radar américain)
- AGM-79 Blue Eye (en)
- AGM-80 Viper (en)
- AGM-83 Bulldog (en)
- AGM-84 Harpoon
- AGM-84E Standoff Land Attack Missile (en)
- AGM-84H/K SLAM-ER (en)
- AGM-86 ALCM
- AGM-87 Focus
- AGM-88 HARM
- AGM-112
- AGM-114 Hellfire
- AGM-119 Penguin (missile de fabrication norvégienne ; le seul missile non-américain actuellement présent dans l'arsenal US)
- AGM-122 Sidearm
- AGM-123 Skipper (en)
- AGM-124 Wasp (en)
- AGM-129 ACM
- AGM-130 (en)
- AGM-131 SRAM II
- AGM-136 Tacit Rainbow (prototype de missile anti-radar américain)
- AGM-137 TSSAM
- AGM-142 Have Nap
- AGM-153 (en)
- AGM-154 JSOW
- AGM-158 JASSM
- AGM-159 JASSM
- AGM-169 Joint Common Missile
- Agni (classe de missiles indien)
- Agni I (missile balistique indien courte portée)
- Agni II (missile balistique indien moyenne portée)
- Agni III (missile balistique intercontinental indien)
- Agni V (missile balistique intercontinental indien)
- AIM-4 Falcon
- AIM-7 Sparrow
- AIM-9 Sidewinder
- AIM-26 Falcon
- AIM-47 Falcon
- AIM-54 Phoenix
- AIM-68 Big Q (en)
- AIM-82 (missile air-air américain)
- AIM-92 Stinger (en)
- AIM-97 Seekbat (missile air-air américain)
- AIM-95 Agile (missile air-air américain)
- AIM-120 AMRAAM
- AIM-132 ASRAAM
- AIM-152 AAAM (en)
- AIR-2 Genie
- Akash (en) (missile surface-air indien)
- Alacrán (missile argentin ; nom espagnol signifiant « Scorpion »)
- ALARM (missile anti-radar britannique)
- ALAS (missile antichar serbe)
- Al Hussein (version modifiée par l'Irak du missile soviétique Scud)
- Al-Samoud 2
- Anti-Char Rapide Autopropulsé (missile antichar français abandonné)
- Anza (missile surface-air pakistanais)
- Apache (missile de croisière français développé par MBDA)
- AQM-35
- AQM-37 Jayhawk
- AQM-38
- AQM-41 Petrel
- AQM-60 Kingfisher (en)
- AQM-81 Firebolt (pt)
- AQM-91 Firefly (en)
- AQM-103 (en)
- AQM-127 SLAT (cible volante américaine)
- AQM-128 (en)
- Arrow (missile anti-missile israélien)
- AS-1 Kennel (désignation OTAN du KS-1 Komet)
- AS-2 Kipper (désignation OTAN du K-10S)
- AS-3 Kangaroo (désignation OTAN du Kh-20)
- AS-4 Kitchen (désignation OTAN du Kh-22)
- AS-6 Kingfish (désignation OTAN du KSR-5)
- AS-7 Kerry (désignation OTAN du Kh-23)
- AS-9 Kyle (désignation OTAN du Kh-28)
- AS-10 Karen (désignation OTAN du Kh-25)
- AS-11 Kilter (désignation OTAN du Kh-58)
- AS-12 Kegler (désignation OTAN du Kh-25MP)
- AS-13 Kingbolt (désignation OTAN du Kh-59)
- AS-14 Kedge (désignation OTAN du Kh-29)
- AS-15 Kent (désignation OTAN du Kh-55)
- AS 15 TT (missile anti-navire français)
- AS-16 Kickback (désignation OTAN du Kh-15)
- AS-17 Krypton (désignation OTAN du Kh-31)
- AS-18 Kazoo (désignation OTAN du Kh-59M)
- AS-19 Koala (désignation OTAN du Kh-90 Meteorit)
- AS-20 (missile air-sol français)
- AS-20 Kayak (missile antinavire russe aussi désigné Kh-35, code OTAN SS-N-25 Switchblade)
- AS-25K (es) (missile antinavire)
- AS-30L (missile air-sol français)
- AS.34 Kormoran (missile antinavire allemand)
- AS-37 Martel (missile air-sol franco-britannique)
- ASM-1 (en) (missile antinavire japonais Type 80)
- ASM-2 (en) (missile antinavire japonais Type 93)
- ASM-135 ASAT (en) (missile anti-satellite)
- ASALM (programme abandonné de missile stratégique à moyenne portée américain)
- ASMPA (missile nucléaire français)
- ASRAAM (désignation de projet de l'AIM-132 ASRAAM)
- ASTER
- Astra (en) (missile air-air indien)
- AT-3 Sagger (missile antichar soviétique)
- AT-6 Spiral (désignation OTAN du 9K114 Chturm)
- Ataka (missile antichar russe)

### B
- Babur (missile de croisière pakistanais)
- Barak (missile surface-air israélien)
- BGM-34 Firebee
- BGM-71 TOW
- BGM-75 AICBM (en)
- BGM-109 Tomahawk (missile de croisière américain)
- BGM-110
- Baktar-Shikan (en) (missile antichar pakistanais)
- Black Arrow (missile britannique)
- Black Sparrow (missile balistique de test développé conjointement par les États-Unis et Israël)
- Bloodhound (missile surface-air britannique)
- Blowpipe (en) (missile surface-air portable britannique)
- Blue Steel (missile de croisière nucléaire britannique)
- Blue Streak (missile britannique)
- BQM-90
- BQM-106 Teleplane
- BQM-108
- BQM-111 Firebrand
- BQM-126
- BQM-145 Peregrine
- BQM-147 Exdrone
- BQM-155 Hunter
- BQM-167 Skeeter
- BrahMos (missile de croisière développé conjointement par l'Inde et la Russie)
- BrahMos-II (missile de croisière hypersonique développé conjointement par l'Inde et la Russie)
- Brakemine (en) (projet de missile britannique de la Seconde Guerre mondiale)
- Brazo (projet de missile anti-radar air-air américain)
- Brimstone
- Bulava (missile balistique soviétique lancé par sous-marin ; code OTAN : SS-NX-30)

### C
- C-101 (YJ-16) (missile anti-navire chinois ; code OTAN : CSS-C-5 Saples)
- C-201 (HY-2) (missile anti-navire chinois ; code OTAN : CSS-C-3 Seersucker)
- C-301 (HY-3) (missile anti-navire chinois ; code OTAN : CSS-C-6 Sawhorse)
- C-302 (missile anti-navire chinois ; code OTAN : CSS-C-6 Sawhorse)
- C-303 (missile anti-navire chinois ; code OTAN : CSS-C-6 Sawhorse)
- C-601 (YJ-6) (missile anti-navire chinois ; code OTAN : CAS-1 Kraken)
- C-611 (YJ-61) (missile anti-navire chinois ; code OTAN : CAS-1 Kraken)
- C-602 (YJ-62) (missile antinavire chinois)
- C-701 (missile antinavire chinois)
- C-703 (missile antinavire chinois)
- C-704 (missile antinavire chinois)
- C-705 (missile antinavire chinois)
- C-801 (YJ-8) (missile anti-navire chinois ; code OTAN : CSS-N-4 Sardine)
- C-802 (YJ-82) (missile anti-navire chinois ; code OTAN : CSS-N-8 Saccade)
- C-802 (YJ-83) (missile anti-navire chinois)
- C-805 (missile air-sol chinois)
- CA 94
- CA-95
- CAS-1 Kraken (désignation OTAN des missiles anti-navire chinois C-601 et C-611)
- CEM-138 Pave Cricket (cs)
- CGM-16/HGM-16 Atlas
- Chang Feng (missile de croisière chinois)
- Chturm (missile antichar soviétique)
- CIM-10 Bomarc (missile surface-air américain)
- CJ-1 (missile anti-sous-marins chinois)
- CJ-10 (missile de croisière chinois)
- CJ-20 (missile de croisière nucléaire chinois)
- CM-602G (missile de croisière chinois)
- CM-802AKG (missile de croisière chinois)
- Cobra (en) (missile antichar germano-suisse)
- Complexe anti-navire Metel (missile anti-navire soviétique)
- Condor (missile argentin)
- CQM-121 Pave Tiger (en)
- Crotale (missile surface-air français)
- CSS-2 (désignation OTAN du missile balistique chinois DF-3)
- CSS-3 (désignation OTAN du missile balistique chinois DF-4)
- CSS-4 (désignation OTAN du missile balistique chinois DF-5)
- CSS-5 (désignation OTAN du missile balistique chinois DF-21)
- CSS-C-3 Seersucker (désignation OTAN des missiles anti-navire chinois C-201 et HY-2)
- CSS-C-5 Saples (désignation OTAN du missile anti-navire chinois C-101)
- CSS-C-6 Sawhorse (désignation OTAN des missiles anti-navire chinois C-301 (HY-3), C-302 et C-303)
- CSS-N-2 Silkworm (désignation OTAN du missile anti-navire chinois SY-1A)
- CSS-N-3 (désignation OTAN du missile balistique chinois JL-1)
- CSS-N-4 Sardine (désignation OTAN du missile anti-navire chinois C-801 (YJ-8))
- CSS-N-5 Sabbot (désignation OTAN du missile anti-navire chinois SY-2)
- CSS-N-8 Saccade (désignation OTAN du missile anti-navire chinois C-802 (YJ-82))
- CSS-NX-4 (désignation OTAN du missile balistique chinois JL-2)
- CSS-X-10 (désignation OTAN du missile balistique chinois DF-41)
- CY-1 (missile anti-sous-marins chinois)

### D
- Derby (missile air-air israélien)
- Desna (surnom du missile balistique intercontinental soviétique R-9 Desna)
- DF-3 (missile balistique chinois)
- DF-4 (missile balistique chinois)
- DF-5 (missile balistique chinois)
- DF-15 (en) (missile balistique chinois)
- DF-21 (missile balistique chinois)
- DF-25 (missile balistique chinois)
- DF-31 (missile balistique chinois)
- DF-41 (missile balistique chinois)
- DH-10 (missile de croisière chinois)
- Dvina (surnom du missile balistique soviétique de théâtre R-12 Dvina)

### E
- Elbrus (surnom du missile R-300, une variante du Scud)
- ENTAC (missile antichar français)
- Enzian (missile surface-air allemand de la Seconde Guerre mondiale)
- Eryx (missile antichar français)
- Exocet (missile antinavire français)

### F
- Fajr 5 (roquette iranienne)
- Fan Ji (projet de missile antibalistique chinois)
- Fateh-110 (en) (missile sol-sol iranien)
- Feuerlilie F25 (en) (missile sol-air allemand de la Seconde Guerre mondiale)
- Feuerlilie F55 (en) (missile sol-air allemand de la Seconde Guerre mondiale)
- Fireflash (en) (missile air-air britannique)
- Firestreak (missile air-air britannique)
- FGM-77 Dragon (missile antichar portable américain)
- FGM-148 Javelin (missile antichar portable américain)
- FIM-43 Redeye (missile sol-air portable américain)
- FIM-92 Stinger (missile sol-air portable américain)
- FL-7 (missile anti-navire supersonique chinois)
- FL-8 (missile anti-navire chinois)
- FL-9 (missile anti-navire chinois)
- FL-10 (missile anti-navire chinois)
- FN-6 (missile sol-air chinois)
- FQM-117 RCMAT (petit drone américain)
- FQM-151 Pointer (petit drone américain)
- Fritz X (missile air-mer allemand de la Seconde Guerre mondiale)
- FROG-7 (désignation OTAN d'une roquette soviétique à courte portée)

### G
- Gabriel (missile antinavire israélien)
- Ghauri-I (en) (missile balistique pakistanais)
- Ghauri-II (en) (missile balistique pakistanais)
- Ghauri-III (en) (missile balistique pakistanais)
- Ghaznavi (en) (missile balistique pakistanais)
- Global Rocket 1 (missile intercontinental soviétique ; désignation OTAN SS-X-10 Scrag)
- GQM-93
- GQM-94 B-Gull
- GQM-98 Tern-R
- GQM-163 Coyote (cible volante américaine)
- GR-1 (autre désignation du Global Rocket 1)
- Green Cheese (en) (missile antinavire nucléaire britannique)
- Green Flash
- Grom (missile sol-air portable polonais)

### H
- Hadès (missile nucléaire tactique français)
- Harpoon (missile antinavire américain)
- Hatf-I/IA/IB (en) (missile balistique pakistanais)
- Hatf 7 (missile de croisière pakistanais)
- Hatf 8 (missile de croisière aéroporté pakistanais)
- Hongniao (missiles de croisière chinois)
- Hongnu-5 (version chinoise du missile anti-aérien SA-7 Grail)
- Hongqi-1 (version chinoise du missile anti-aérien SA-2 Guideline)
- Hongqi-2 (version chinoise du missile anti-aérien SA-2 Guideline)
- Hongqi-7 (missile anti-aérien chinois)
- Hongqi-9 (missile anti-aérien chinois)
- Hongqi-10 (version chinoise du missile anti-aérien SA-10 Grumble)
- Hongqi-15 (version chinoise du missile anti-aérien SA-10 Grumble)
- Hongqi-17 (version chinoise du missile anti-aérien SA-17-Grizzly)
- Hongqi-18 (version chinoise du missile anti-aérien SA-12 Giant/Gladiator)
- Hongqi-61 (en) (missile anti-aérien chinois)
- HOT (missile antichar franco-allemand)
- Hs 117 Schmetterling (missile anti-aérien allemand de la Seconde Guerre mondiale)
- Hs 293 A (missile antinavire allemand de la Seconde Guerre mondiale)
- Hsiung Feng I (missile mer-mer taïwanais)
- Hsiung Feng II (missile antinavire taïwanais)
- Hsiung Feng IIE (missile de croisière dérivant du HF-2)
- Hsiung Feng III (missile de croisière taïwanais)
- Hyunmoo (missile balistique sud-coréen)
- Hyunmoo-3 (missile de croisière sud-coréen)

### I
- IDAS (missile antiaérien allemand tiré depuis un sous-marin)
- Igla (missile sol-air portatif russe, code OTAN : SA-18 Grouse)
- Ikara (missile anti-sous-marins australien)
- Ingwe (en) (missile antichar sud-africain)
- IRIS-T (missile air-air européen)
- Iskander (missile balistique de théâtre russe, code OTAN SS-26 Stone)

### J
- J-Missile (programme de missile balistique turc)
- Javelin (en) (missile sol-air portable britannique)
- Javelin (FGM-148 : missile antichar américain)
- Jericho (missile balistique israélien)
- Joint Fire Support Missile (missile de croisière allemand)
- Julang-1 (missile nucléaire balistique chinois aussi appelé JL-1 et désigné par l'OTAN : CSS-N-3)
- Julang-2 (missile nucléaire balistique chinois aussi appelé JL-2 et désigné par l'OTAN : CSS-NX-4)

### K
- K-5 (missile air-air soviétique ; code OTAN AA-1 Alkali)
- K-8 (missile air-air soviétique ; code OTAN AA-3 Anab)
- K-9 (en) (missile air-air soviétique ; code OTAN AA-4 Awl)
- K-10S (missile anti-navire soviétique ; code OTAN AS-2 Kipper)
- K-13 (missile air-air soviétique ; code OTAN AA-2 Atoll)
- K-300P Bastion-P (système de missiles de croisière antinavires de défense côtière russe ; code OTAN SSC-5)
- KD-88 (missile air-sol chinois)
- Kh-15 (missile de croisière air-surface soviétique multi-usages ; code OTAN AS-16 Kickback)
- Kh-20 (missile de croisière air-surface soviétique ; code OTAN AS-3 Kangaroo)
- Kh-22 (missile de croisière anti-navire soviétique ; code OTAN AS-4 Kitchen)
- Kh-23 (missile air-sol soviétique ; code OTAN AS-7 Kerry)
- Kh-25 (missile air-sol soviétique ; codes OTAN AS-10 Karen et AS-12 Kegler)
- Kh-28 (missile air-sol et anti-radar soviétique ; code OTAN AS-9 Kyle)
- Kh-29 (missile air-sol soviétique ; code OTAN AS-14 Kedge)
- Kh-35 (missile anti-navire russe ; code OTAN AS-20 Kayak)
- Kh-41 (missile anti-navire russe ; version aéroportée du P-270 Moskit)
- Kh-55 (missile air-sol de croisière ; code OTAN AS-15 Kent)
- Kh-58 (missile air-sol et anti-radar soviétique ; code OTAN AS-11 Kilter)
- Kh-59 (missile air-sol et anti-navire soviétique ; codes OTAN AS-13 Kingbolt et AS-18 Kazoo)
- Kh-65SE (missile air-sol de croisière)
- Kh-101 (missile air-sol de croisière)
- Kh-102 (missile air-sol de croisière)
- Kh-555 (missile air-sol de croisière)
- Kh-SD (missile air-sol de croisière)
- Kh-90 Meteorit (missile de croisière soviétique; codes OTAN AS-19 Koala et SS-N-24 Scorpion)
- KS-1 Komet (missile air-sol soviétique ; code OTAN AS-1 Kennel)
- KSR-5 (missile anti-navire et air-sol soviétique ; code AS-6 Kingfish)
- KS-172 (missile air-air soviétique)
- Kaishan-1 (missile antiaérien)
- Khaïbar 1 (missile à courte porté du Hezbollah)
- Kowsar (missile anti-navire iranien)
- Kramer X4 (missile air-air filoguidé allemand)

### L
- LAM (en) (loitering attack missile)
- Le Prieur (fusée incendiaire françaises de la Première Guerre mondiale)
- LEM-70 Minuteman ERCS
- LFK NG (missile sol-air courte portée allemand)
- LGM-25 Titan
- LGM-30 Minuteman
- LGM-118 Peacekeeper
- Lieying-60 (missile air-air et sol-air chinois)
- LIM-49 Nike Zeus (missile surface-air haute altitude américain)
- LIM-49A Spartan (missile anti-missile américain)
- LIM-99 (missile anti-missile américain)
- LIM-100 (missile anti-missile américain)
- Longue Marche

### M
- M1 (missile balistique français)
- M2 (missile balistique français)
- M4 (missile balistique français)
- M5 (missile balistique français)
- M-11 Shtorm (missile surface-air soviétique)
- M20 (missile balistique français)
- M45 (missile balistique français)
- M51 (missile balistique français)
- MA-31 (cible volante américaine)
- MAR-1 (missile anti-radar brésilien)
- Magic (surnom du missile Matra R550 Magic)
- Magic II (surnom du missile Matra R550 Magic II)
- Malaface (missile porte-torpille français)
- Malafon (missile porte-torpille français)
- Maruca (missile surface-air français)
- Masalca (missile surface-air français)
- Masurca (missile surface-air français)
- Malkara (en) (missile antichar anglo-australien)
- Martin Pescador MP-1000 (en) (missile antinavire argentin)
- Mathogo (en) (missile antichar argentin)
- Meteor (missile air-air européen)
- MGM-1 Matador (missile de croisière américain)
- MGM-5 Corporal
- MGM-13 Mace
- MGM-18 Lacrosse
- MGM-21 (désignation américain du missile antichar français Nord SS.10)
- MGM-29 Sergeant
- MGM-31 Pershing (missile balistique américain)
- MGM-32 ENTAC (désignation américain du missile antichar français ENTAC)
- MGM-51 Shillelagh (missile antichar américain)
- MGM-52 Lance
- MGM-140 ATACMS
- MGM-134 Midgetman
- MGM-157 EFOGM (en)
- MGM-164 ATACMS II
- MGM-166A LOSAT
- MGM-168 ATAMCS
- MGR-1 Honest John
- MICA (missile air-air français)
- Milan (missile antichar français)
- Misagh-1 (missile surface-air iranien)
- Misagh-2 (missile surface-air iranien)
- MIM-3 Nike Ajax
- MIM-14 Nike Hercules
- MIM-23 Hawk (missile sol-air américain)
- MIM-46 Mauler (missile sol-air américain)
- MIM-72 Chaparral (missile sol-air américain)
- MIM-104 Patriot (missile sol-air américain)
- MIM-115 Roland (désignation américaine du missile antiaérien franco-allemand Roland)
- MIM-146 ADATS
- Mistral (missile sol-air français portable)
- Mokopa (missile air-sol antichar sud-africain)
- Molodets (missile intercontinental soviétique, code OTAN : SS-24 Scalpel)
- MQM-33 (en)
- MQM-36 Shelduck (en) (drone américain)
- MQM-39
- MQM-40 Firefly (en) (drone américain)
- MQM-42 Redhead/Roadrunner
- MQM-57 Falconer (en) (drone américain)
- MQM-58 Overseer
- MQM-61 Cardinal (drone américain)
- MQM-74 Chukar (drone américain)
- MQM-105 Aquila (drone américain)
- MQM-107 Streaker
- MQM-143 RPVT
- MM-15 (missile antinavire européen)
- MR-UR-100 Sotka (missile balistique intercontinental, code OTAN : SS-17 Spanker)

### N
- Nag (en) (missile antichar guidé indien)
- NASAMS (missile sol-air norvégien à moyenne portée)
- NASAMS 2 (missile sol-air norvégien à moyenne portée)
- Nasr-1 (missile anti-navire iranien)
- Naval Strike Missile (missile antinavire norvégien)
- Nike (missile anti-aérien américain)
- Nirbhay (en) (missile de croisière indien)
- Nodong-1 (missile balistique moyenne portée nord-coréen)
- Noor (missile anti-navire iranien)

### O
- Oka (surnom du missile balistique tactique R-400 Oka ; code OTAN : SS-23 Spider)
- Otomat (missile antinavire franco-italien)

### P
- P-1 (en) (missile anti-navire soviétique ; code OTAN : SS-N-1 Scrubber)
- P-15 Termit (missile anti-navire soviétique ; code OTAN : SS-N-2 Styx)
- P-70 Ametist (missile anti-navire soviétique ; code OTAN : SS-N-7 Starbright)
- P-120 Malakhit (missile anti-navire soviétique ; code OTAN : SS-N-9 Siren)
- P-270 Moskit (missile anti-navire soviétique ; code OTAN : SS-N-22 Sunburn)
- P-700 Granit (missile anti-navire soviétique ; code OTAN : SS-N-19 Shipwreck)
- P-800 Oniks (missile anti-navire soviétique ; code OTAN : SS-N-26 Strobile)
- PARS 3 LR (désignation allemande du missile antichar Trigat)
- PAD (missile anti-missile indien)
- PARCA (it) (missile antiaérien français)
- Penguin (surnom du missile antinavire AGM-119)
- PenLung-9 (missile anti-aérien)
- PL-10 (en) (version air-air du missile chinois Lieying-60)
- PGM-11 Redstone (missile balistique moyenne portée américain)
- PGM-17 Thor (missile balistique américain à portée intermédiaire)
- PGM-19 Jupiter (missile balistique moyenne portée américain)
- Pioner (surnom du missile balistique soviétique RSD-10 Pioneer ; code OTAN : SS-20 Saber)
- Pluton (missile nucléaire tactique français)
- Polyphem (en) (missile mer-mer européen abandonné)
- Popeye (surnom du missile de croisière israélo-américain AGM-142 Have Nap)
  - Precision Strike Missile (missile d'artillerie américain)
- Prithvi (missile balistique indien)
- Python (missile air-air israélien)

### Q
- Qader (missile anti-navire iranien)
- Qassam (roquette artisanale palestinienne)
- Qianwei-1 (missile sol-air portable chinois)
- Qianwei-2 (missile sol-air portable chinois)

### R
- R-1 (copie soviétique du V2 ; code OTAN : SS-1 Scunner)
- R-2 (version améliorée du R-1 ; code OTAN SS-2 Sibling)
- R-4 (en) (missile air-air soviétique ; code OTAN : AA-5 Ash)
- R-5 (missile nucléaire tactique soviétique ; code OTAN : SS-3 Shyster)
- R-7 Semyorka (missile balistique intercontinental soviétique ; code OTAN : SS-6 Sapwood)
- R-9 Desna (missile balistique intercontinental soviétique ; code OTAN : SS-8 Sasin)
- R-11 (missile balistique courte portée soviétique ; code OTAN : SS-1b Scud)
- R-12 Dvina (missile balistique courte portée soviétique ; code OTAN : SS-4 Sandal)
- R-13 (missile balistique lancé par sous-marin ; code OTAN : SS-N-4 Sark)
- R-14 (missile balistique courte portée soviétique ; code OTAN : SS-5 Skean)
- R-15 (en) (projet de missile balistique lancé par sous-marin)
- R-16 (missile balistique intercontinental soviétique ; code OTAN : SS-7 Saddler)
- R-17E (variante du Scud-B)
- R-21 (missile balistique lancé par sous-marin ; code OTAN : SS-N-5 Serb)
- R-23 (missile air-air soviétique ; code OTAN : AA-7 Apex)
- R-26 (en) (missile balistique intercontinental soviétique ; code OTAN : SS-8 Sasin confondu avec le R-9)
- R-27 (missile balistique lancé par sous-marin ; code OTAN : SS-N-6 Serb)
- R-27 (missile air-air) (missile air-air soviétique ; code OTAN : AA-10 Alamo)
- R-33 (missile air-air soviétique ; code OTAN : AA-9 Amos)
- R-36 (missile balistique intercontinental soviétique ; code OTAN : SS-9 Scarp et SS-18 Satan)
- R-37 (missile air-air soviétique ; code OTAN : AA-13/AA-X-13 Arrow
- R-39 (en) (missile balistique lancé par sous-marin ; code OTAN : SS-N-20 Sturgeon)
- R-40 (missile air-air soviétique ; code OTAN : AA-6 Acrid)
- R-46 (en) (missile balistique intercontinental soviétique)
- R-60 (missile air-air soviétique ; code OTAN : AA-8 Aphid)
- R-73 (missile air-air soviétique ; code OTAN : AA-11 Archer)
- R-77 (missile air-air soviétique ; code OTAN : AA-12 Adder)
- R-300 Elbrus (missile nucléaire tactique soviétique ; code OTAN : SS-1c Scud)
- R-400 Oka (missile nucléaire tactique soviétique ; code OTAN : SS-23 Spider)
- R051 (missile air-air expérimental français)
- R510 (missile air-air français)
- R511 (missile air-air français)
- R530 (missile air-air français)
- R550 Magic (missile air-air français)
- R550 Magic II (missile air-air français)
- Ra'ad (missile de croisière pakistanais)
- Rapier (missile sol-air britannique)
- RBS-15 (missile antinavire suédois)
- RBS-23 (en)
- RBS 70 (missile sol-air portable suédois)
- RBS-77
- RBS-90
- Red Top (en) (missile air-air britannique)
- RGM-6 Regulus (missile de croisière américain)
- RGM-15 Regulus II (missile de croisière américain)
- RGM-59 Taurus (en)
- RGM-165 LASM
- Rheinbote (missile balistique allemand de la Seconde Guerre mondiale, aussi désigné V4)
- Rheintochter (missile sol-air allemand de la Seconde Guerre mondiale)
- RIM-2 Terrier (missile mer-air américain)
- RIM-7 Sea Sparrow (version mer-air de l'AIM-7 Sparrow)
- RIM-8 Talos (missile mer-air américain)
- RIM-24 Tartar (missile mer-air américain)
- RIM-50 Typhon LR
- RIM-55 Typhon MR
- RIM-66 Standard (missile mer-air américain)
- RIM-67 Standard ER (missile mer-air américain)
- RIM-85 (en)
- RIM-101 (en)
- RIM-113 (en)
- RIM-116 Rolling Airframe Missile (missile mer-air américain)
- RIM-156 Standard Missile-2ER (missile mer-air américain)
- RIM-161 Standard Missile 3 (missile mer-air américain)
- RIM-162 ESSM (missile mer-air américain)
- RIM-174 Standard ERAM (missile mer-air américain)
- RK-55 Granat (missile de croisière soviétique ; code OTAN : SSC-X-4 Slingshot)
- Roland (missile sol-air franco-allemand)
- RPG-7 (lance grenade portable)
- RPK-2 Viyuga (missile anti-sous-marins soviétique ; code OTAN SS-N-15 Starfish)
- RPK-6 Vodopad (missile anti-navire soviétique ; code OTAN SS-N-16 Stallion)
- RPK-7 Veter (missile anti-navire soviétique ; code OTAN SS-N-16 Stallion)
- RS-24 (missile balistique intercontinental soviétique)
- RSM-54 Sineva (missile balistique intercontinental russe ; code OTAN : SS-N-23 Skiff)
- RT-1 (missile balistique tactique soviétique)
- RT-2 (missile balistique intercontinental soviétique ; code OTAN : SS-13 Savage)
- RT-2PM Topol (missile balistique intercontinental soviétique ; code OTAN : SS-25 Sickle)
- RT-2UTTH Topol M (missile balistique intercontinental soviétique ; code OTAN : SS-27)
- RT-15 (missile balistique tactique soviétique ; code OTAN : SS-14 Scamp)
- RT-20P (missile balistique intercontinental soviétique ; code OTAN : SS-15 Scrooge)
- RT-21 Temp 2S (missile balistique intercontinental soviétique ; code OTAN : SS-16 Sinner)
- RT-21M Pioner (missile balistique tactique soviétique ; code OTAN : SS-20 Saber)
- RT-23 Molodets (missile balistique intercontinental soviétique ; code OTAN : SS-24 Scalpel)
- RT-25 (missile balistique tactique soviétique)
- RUM-139 VL-ASROC (missile anti-sous-marin américain)
- Ruhrstahl X4 (missile air-air filoguidé allemand)
- RUR-5 Asroc (missile anti-sous-marin américain)

### S
- S-10 Granat (missile de croisière russe ; code OTAN : SS-N-21 Sampson)
- S-125 Neva/Pechora (missile anti-aérien soviétique ; code OTAN SA-3 Goa)
- S-300 (missile anti-aérien russe)
- S-400 Triumph (missile anti-aérien russe)
- S2 (missile balistique français, période 1971-1982)
- S3 (missile balistique français, période 1980-1996)
- SA-1 Guild
- SA-2 Guideline
- SA-3 Goa
- SA-4 Ganef
- SA-5 Gammon
- SA-6 Gainful
- SA-7 Grail (désignation OTAN du 9K32 Strela-2)
- SA-8 Gecko
- SA-9 Gaskin
- SA-10 Grumble
- SA-11 Gadfly
- SA-12 Gladiator/Giant
- SA-13 Gopher
- SA-14 Gremlin (désignation OTAN du 9K34 Strela-3)
- SA-15 Gauntlet
- SA-16 Gimlet
- SA-17 Grizzly
- SA-18 Grouse (désignation OTAN du 9K38 Igla)
- SA-19 Grisom
- SA-20 Gargoyle
- SA-21 Growler
- SA-24 Grinch
- SA-N-3 Goblet (missile mer-air soviétique ; désignation OTAN du M-11 Shtorm)
- Saber (SS-20) (désignation OTAN du RT-21M Pioner)
- Saddler (SS-7) (désignation OTAN du R-16)
- Samid
- Saegheh (missile sol-sol iranien)
- Sagarika (missile balistique indien lancé par sous-marin)
- SALSCM (missile de croisière chinois)
- Sandal (SS-4) (désignation OTAN du R-12 Dvina)
- Sapwood (SS-6) (désignation OTAN du R-7 Semyorka)
- Sark (SS-N-4) (désignation OTAN du R-13)
- Sasin (SS-8) (désignation OTAN du R-9 Desna)
- Satan (SS-18) (désignation OTAN du R-36M)
- Savage (SS-13) (désignation OTAN du RT-2)
- Scaleboard (SS-12 / SS-22) (désignation OTAN du TR-1 Temp)
- SCALP-EG (missile de croisière franco-anglais)
- Scalpel (SS-24) (désignation OTAN du RT-23 Molodets)
- Scamp (SS-14) (désignation OTAN du RT-15)
- Scapegoat (SS-14) (désignation OTAN alternative du RT-15)
- Scarp (SS-9) (désignation OTAN du R-36)
- Schmetterling (missile sol-air allemand de la Seconde Guerre mondiale)
- Scrag (SS-X-10) (désignation OTAN du Global Rocket 1)
- Scrooge (SS-15) (désignation OTAN du RT-20)
- Scud (SS-1b/SS-1c) (désignation OTAN du R-11 et de la famille R-300 Elbrus)
- Scunner (SS-1) (désignation OTAN du R-1)
- SD 10 (missile air-air pakistanais)
- Sea Cat (missile surface-air britannique)
- Sea Dart (missile surface-air britannique)
- Sea Eagle (missile antinavire britannique)
- Sea Skua (missile antinavire britannique)
- Sea Slug (missile surface-air britannique)
- Sea Wolf (missile surface-air britannique)
- Sego (SS-11) (désignation OTAN de l'UR-100)
- Semyorka (désignation du R-7 Semyorka)
- Serb (SS-N-5) (surnom OTAN du R-21)
- Serb (SS-N-6) (surnom OTAN du R-27)
- Shafrir (missile Air-Air israelien)
- Shahab-1 (missile balistique iranien)
- Shahab-2 (missile balistique iranien)
- Shahab-3 (missile balistique iranien)
- Shahab-3D (missile balistique iranien)
- Shahab-4 (missile balistique iranien)
- Shahab-5 (en) (missile balistique iranien)
- Shahab-6 (en) (missile balistique iranien)
- Shaheen-I (en) (missile balistique pakistanais)
- Shavit (fusée israélienne)
- Shkval (VA-111) (torpille à supercavitation russe)
- Shyster (SS-3) (désignation OTAN du R-5)
- Sibling (SS-2) (désignation OTAN du R-2)
- Sickle (SS-25) (désignation OTAN du RT-2PM Topol)
- Silkworm (surnom du missile antinavire chinois HY-2 Haiying)
- Sinner (SS-16) (désignation OTAN du RT-21 Temp 2S)
- Skean (SS-5) (désignation OTAN du R-14)
- Sky Bow (missile sol-air taïwanais)
- Sky Spear (missile balistique taïwanais)
- Sky Sword I (en) (missile air-air taïwanais)
- Sky Sword II (en) (missile air-air taïwanais)
- Skybolt (surnom du missile nucléaire air-sol AGM-48 Skybolt)
- Skyflash (missile air-air britannique dérivé de l'AIM-7 Sparrow)
- SM-62 Snark (missile de croisière américain)
- SM-73 Goose (en) (missile de croisière leurre)
- SM-74 (en) (missile de croisière leurre)
- Sotka (désignation OTAN du MR-UR-100)
- Spanker (SS-17) (désignation OTAN du MR-UR-100 Sotka)
- Spartan (surnom du LIM-49)
- Sparrow (famille d’engin-cible israélien)
- Spider (SS-23) (surnom OTAN du R-400 Oka)
- Spike (missile antichar israélien)
- Sprint (missile anti-missile américain)
- SS-1 Scunner (désignation OTAN du R-1)
- SS-1b Scud (désignation OTAN du R-11)
- SS-1c Scud (désignation OTAN du R-300 Elbrus)
- SS-2 Sibling (désignation OTAN du R-2)
- SS-3 Shyster (désignation OTAN du R-5)
- SS-4 Sandal (désignation OTAN du R-12 Dvina)
- SS-5 Skean (désignation OTAN du R-14 Skean)
- SS-6 Sapwood (désignation OTAN du R-7 Semyorka)
- SS-7 Saddler (désignation OTAN du R-16)
- SS-8 Sasin (désignation OTAN du R-9 Desna et par erreur du R-26)
- SS-9 Scarp (désignation OTAN du R-36)
- SS-11 Sego (désignation OTAN de l'UR-100)
- SS.11 (missile antichar français)
- SS-12 (missile antinavire français)
- SS-12 Scaleboard (désignation OTAN du TR-1 Temp)
- SS-13 Savage (désignation OTAN du RT-2)
- SS-14 Scamp (désignation OTAN du RT-15)
- SS-15 Scrooge (désignation OTAN du RT-20)
- SS-16 Sinner (désignation OTAN du RT-21 Temp 2S)
- SS-17 Spanker (désignation OTAN du MR-UR-100)
- SS-18 Satan (désignation OTAN du R-36M)
- SS-19 Stiletto (désignation OTAN du UR-100N)
- SS-20 Saber (désignation OTAN du RT-21M)
- SS-21 Scarab (désignation OTAN de l'OTR-21)
- SS-22 Scaleboard (désignation OTAN des versions modifiées du TR-1 Temp)
- SS-23 Spider (désignation OTAN du R-400 Oka)
- SS-24 Scalpel (désignation OTAN du RT-23 Molodets)
- SS-25 Sickle (désignation OTAN du RT-2PM Topol)
- SS-26 Stone (désignation OTAN de l'Iskander)
- Storm Shadow désignation britannique du SCALP-EG
- SS-27 (désignation OTAN du RT-2UTTH Topol M)
- SS-N-2 Styx (désignation OTAN du P-15 Termit)
- SS-C-6 Stooge (désignation OTAN de la version terrestre du Kh-35, le 3K60 Bal)
- SS-N-4 Sark (désignation OTAN du R-13)
- SS-N-5 Serb (désignation OTAN du R-21)
- SS-N-6 Serb (désignation OTAN du R-27)
- SS-N-7 Starbright (désignation OTAN du P-70 Ametist)
- SS-N-9 Siren (désignation OTAN du P-120 Malakhit)
- SS-N-12 Sandbox
- SS-N-14 Silex (désignation OTAN du complexe anti-navire Metel)
- SS-N-15 Starfish (désignation OTAN du missile RPK-2 Viyuga)
- SS-N-16 Stallion (désignation OTAN des missiles RPK-6 Vodoapd et RPK-7 Veter)
- SS-N-17
- SS-N-19 Shipwreck (désignation OTAN du missile P-700 Granit)
- SS-N-20
- SS-N-21 Sampson (désignation OTAN du S-10 Granat)
- SS-N-22 Sunburn (désignation OTAN du P-270 Moskit)
- SS-N-23 Skiff (désignation OTAN du RSM-54 Sileva)
- SS-N-24 Scorpion (désignation OTAN du Kh-90 Meteorit)
- SS-N-25 Switchblade (désignation OTAN de l'AS-20 Kayak ou Kh-35)
- SS-N-26 Strobile (désignation OTAN du P-800 Oniks)
- SS-N-27 Sizzler (désignation OTAN du 3M54E)
- SS-X-10 Scrag (désignation OTAN du Global Rocket 1 et de l'UR-200)
- SSC-X-4 Slingshot (désignation OTAN du RK-55 Granat)
- SSC-5 (désignation OTAN du K-300P Bastion-P)
- Starstreak (missile sol-air britannique)
- Stiletto (SS-19) (désignation OTAN de l'UR-100N)
- Strela-1 (SA-9 Gaskin)
- Strela-2 (SA-7/SA-N-5 Grail)
- Strela-3 (SA-14 Gremlin)
- Strela-10
- Super 530 (missile air-air français)
- Swingfire (missile antichar britannique)
- SY-1A (missile anti-navire chinois ; code OTAN : CSS-N-2 Silkworm)
- SY-2 (missile anti-navire chinois ; code OTAN : CSS-N-5 Sabbot)

### T
- Taepodong-1 (missile balistique nord-coréen)
- Taepodong-2 (missile balistique nord-coréen)
- Taurus (missile de croisière germano-suédois)
- Terne ASW (missile antinavire norvégien)
- Thunderbird (missile sol-air britannique)
- Tianyan-90 (missile air-air chinois)
- Tien Chi (missile balistique taïwanais)
- Tien Kung (missile sol-air taïwanais)
- Tippu (missile balistique pakistanais)
- TL-1 (missile anti-navire chinois)
- TL-2 (missile anti-navire chinois)
- TL-6 (missile anti-navire chinois)
- TL-10 (missile anti-navire chinois)
- Topol-M (SS-27) (surnom du missile soviétique intercontinental RT-2UTTH)
- TOROS (en) (roquette turc)
- Trigat (missile antichar franco-allemand)
- Trishul (en) (missile sol-air indien)

### U
- UGM-27 Polaris (missile balistique américain lancé par sous-marin)
- UGM-73 Poseidon
- UGM-89 Perseus (en)
- UGM-96 Trident I
- UGM-133 Trident II
- Umkhonto (missile sol-air sud-africain)
- UUM-44 Subroc (missile anti-sous-marin américain)
- UUM-125 Sea Lance (missile anti-sous-marin américain)

### V
- V1 (missile de croisière allemand de la Seconde Guerre mondiale)
- V2 (missile balistique allemand de la Seconde Guerre mondiale)
- V4 (missile balistique allemand de la Seconde Guerre mondiale)
- VE10 Aigle (missile français)

### W
- Wasserfall (missile sol-air allemand de la Seconde Guerre mondiale)

### X
- X-4 (missile air-air allemand de la Seconde Guerre mondiale)

### Y
- YJ-6 (missile anti-navire chinois)
- YJ-8 (missile anti-navire chinois)
- YJ-9 (missile anti-navire chinois)
- YJ-12 (missile multi-rôles chinois)
- YJ-16 (missile anti-navire supersonique chinois)
- YJ-22 (missile de croisière chinois)
- YJ-61 (missile anti-navire chinois)
- YJ-62 (missile antinavire chinois)
- YJ-82 (missile anti-navire chinois)
- YJ-83 (missile anti-navire chinois)
- YJ-91 (missile anti-radar et anti-navire chinois)
- YJ-100 (missile anti-navire chinois)

### Z
- Zelzal (missile balistique iranien)